# Gilowa Góra
Gilowa Góra (508 m n.p.m.) – szczyt we wschodniej części Pasma Brzanki na Pogórzu Ciężkowickim.
Gilowa Góra jest położona na północ od wsi Swoszowa w gminie Szerzyny i na południe od Kowalowej w gminie Ryglice, na wschód od głównej kulminacji Brzanki. Szczyt porośnięty jest gęstym lasem mieszanym.
Okoliczne lasy były podczas II wojny światowej terenem działania oddziałów partyzanckich Armii Krajowej. W nocy z 17 na 18 sierpnia 1944 roku żołnierze I. batalionu 5 Pułku Strzelców Podhalańskich AK pod dowództwem por. Edwarda Przybyłowicza ps. Bem zorganizowali udaną zasadzkę na kolumnę niemieckich ciężarówek zdążających z Tarnowa w stronę Szerzyn. W efekcie bitwy kolumna została rozbita, a partyzanci zdobyli znaczne ilości broni i amunicji. Obecnie na Gilowej Górze, na miejscu bitwy znajduje się pomnik z napisem: "W tym miejscu w dniu 17 VIII 1944 r. żołnierze I Batalionu 5 Pułku Strzelców Podhalańskich AK odnieśli zwycięstwo nad oddziałem tarnowskiego gestapo".
Przez Gilową Górę prowadzi szlak turystyczny:
- Siedliska – Nosalowa – Brzanka – Ostry Kamień – Gilowa Góra – Liwocz – Kołaczyce (wytyczony w 1953 roku, pozostający pod opieką tarnowskiego oddziału PTTK)[3].